# Perereca-de-capacete
Corythomantis greeningi é uma espécie de anfíbio da família Hylidae. Endêmica do Brasil, onde pode ser encontrada nos estados do Tocantins, Centro-oeste do Brasil, Nordeste do Brasil e Norte de Minas Gerais.